# The Adventures of Ch!pz
The Adventures of Ch!pz  è l'album di debutto del gruppo olandese Ch!pz, dal quale fu pubblicato nel 2004 e nel 2005 su etichetta Zeitgeist Rekords/Universal Music.
L'album contiene in tutto 12 brani (tutti in lingua inglese), tra cui in singoli Cowboy, Captain Hook e  Ch!pz in Black (Who You Gonna Call?).
Il disco raggiunse il secondo posto nelle classifiche dei Paesi Bassi ed il nono in quelle austriache.

## Tracce
1. Cowboy 2:52
2. Captain Hook 3:14
3. Bang Bang – 3:14
4. Ch!pz in Black (Who You Gonna Call?) 3:02
5. Say I'm Ur No 1 2:51
6. Milky Way 3:14
7. The Haunted House 3:18
8. 4 Who U R 3:57
9. The Happy Hook 3:38
10. Jungle Beat 3:08
11. Slay Slay 3:28
12. The Timeriders 3:38